# Топос V
«Топос V» (ісп. Topos V) — скульптура роботи іспанського скульптора Едуардо Чільїди (1924–2002). Знаходиться у Готичному гварталі на площі Пласа-дель-Рей у Барселоні (Іспанія). 
Встановлена в рамках ретроспективної виставки робіт Чільїди, яка проходила у Барселоні у фонді Жуана Міро. Відкрита 6 березня 1986 року під час церемонії у присутності самого скульптора. Інженер Хосе Антоніо Фернандес Ордоньес, який зазвичай працював з Чільїдою, допоміг встановити скульптуру. Розташована посеред Головного королівського палацу, каплиці св. Агати і Музею історії міста Барселони.
Назва скульптури походить від грецького слова «топос», що означає «простір» або «місце». Скульптура виконана із заліза і являє собою двогранний кут, закритий з обох боків маталевими листами і декорований невеликими напівкруглими арками. Вага скульптури складає близько 7 тон. 